# 유아름
유아름은 대한민국의 TV조선 경제부 기자이다.

## 학력
- 고려대학교 언어학과

## 경력
- TV조선 경제부 기자

## 진행

### TV
- TV조선 뉴스 4(진행예정)
- TV조선 뉴스 9